# Карелин, Герман Юрьевич
Герман Юрьевич Карелин (род. 3 октября 1956 года в селе Тауш Чернушинского района Пермской области, РСФСР, СССР) — российский юрист, адвокат, политический деятель, депутат Государственной Думы ФС РФ первого созыва (1993—1995).

## Биография
С 1974 по 1976 год проходил срочную службу в пограничных войсках СССР. В 1981 году получил высшее образование в Свердловском юридическом институте. Работал следователем Мещовского РОВД по Калужской области. Был председателем Октябрьского районного Совета народных депутатов Свердловска.
В 1993 году избран депутатом Государственной думы Федерального Собрания Российской Федерации первого созыва. В Государственной думе был членом комитета по законодательству и судебно-правовой реформе, входил во фракцию Демократической партии России. С 1996 по 1998 год работал в аппарате Государственной думы ФС РФ.
Работал адвокатом в Екатеринбурге, в 2013 году баллотировался в мэры Екатеринбурга от «Демократической партии России», но выборы проиграл.